# Eddie Bond

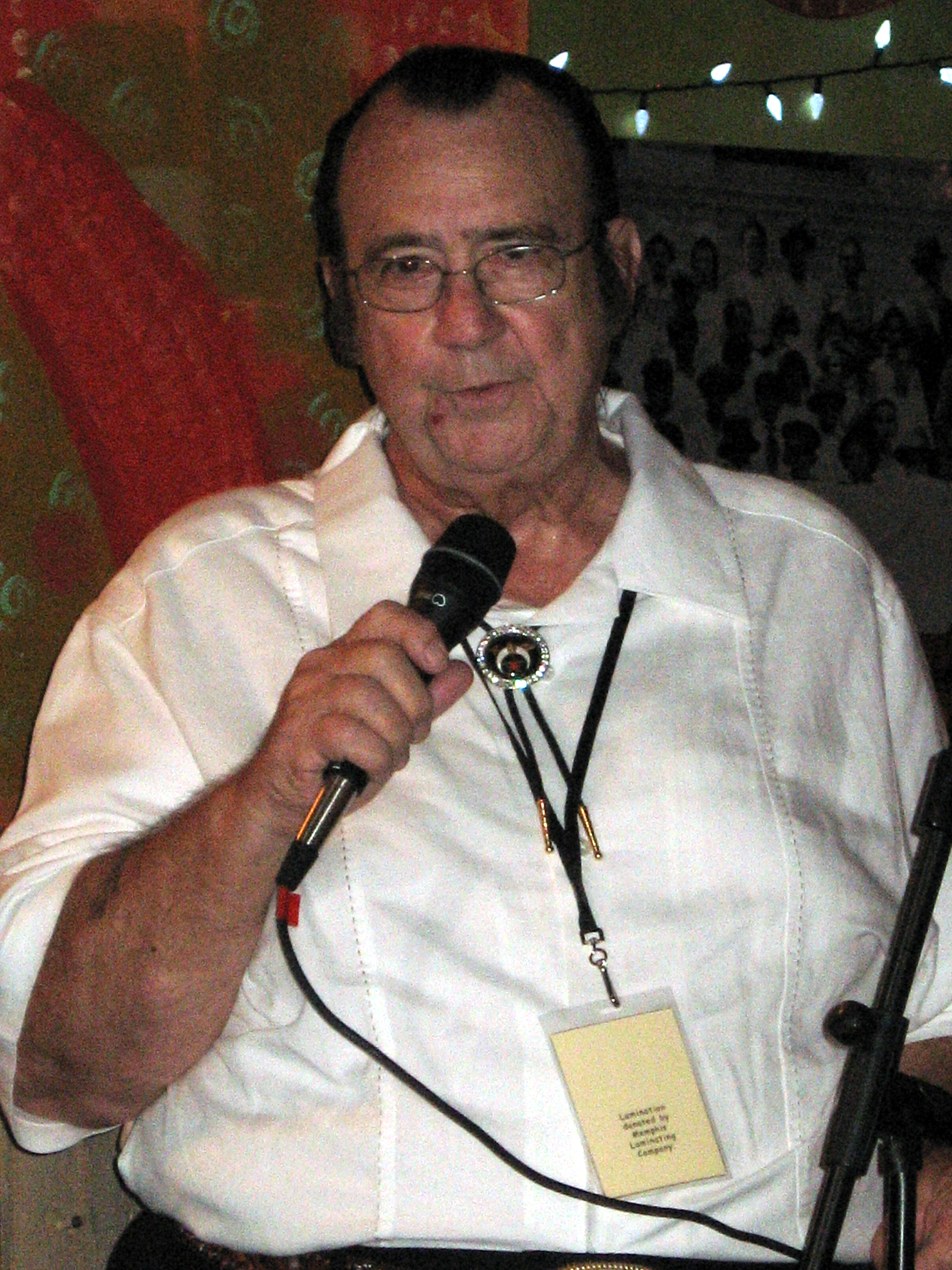
Eddie Bond auf dem Memphis Music Festival, 2008

Eddie James Bond (* 1. Juli 1933 in Memphis, Tennessee; † 20. März 2013 in Bolivar (Tennessee)) war ein US-amerikanischer Country- und Rockabilly-Sänger.

## Leben

### Kindheit und Jugend
Eddie Bond wuchs in Memphis auf. Beeinflusst wurde er von den Country-Stars Ernest Tubb und Roy Acuff. Im Alter von acht Jahren kaufte er sich von seinem ersparten Geld seine erste Gitarre. Als Jugendlicher trat er in Kneipen und Bars in und um Memphis auf. Nachdem er die Schule erfolgreich abgeschlossen hatte, arbeitete er unter anderem in einer Möbelfabrik und als Lastwagenfahrer. Danach verpflichtete er sich für 18 Monate bei der US Navy.

### Karriere
Nach der Entlassung aus der Armee gründete Bond seine eigene Band, The Stompers, die nach verschiedenen Besetzungen aus Reggie Young (Gitarre), John Hughey (Bass) und Johnny Fine (Schlagzeug) bestand. Obwohl er noch keinen Plattenvertrag hatte, begleitete er spätere Stars wie Roy Orbison und Johnny Cash auf ihren Tourneen durch die Südstaaten. Bond hatte bereits vergeblich versucht, einen Plattenvertrag bei Sun Records sowie bei Meteor Records zu bekommen. 1955 spielte Bond in der neu gegründeten Memphis-Niederlassung des Westküsten-Labels Ekko Records vor und bekam einen Plattenvertrag. Seine ersten beiden Country-Singles, Double Duty Lovin’ / Talking Of The Wall und Love Makes A Fool (Everyday) / Your Eyes erschienen im Spätsommer desselben Jahres. Alle Stücke wurden nicht mit seiner Band, sondern mit verschiedenen anderen Musikern, darunter der Gitarrist Jerry Byrd, eingespielt. Die Platten fanden in der Öffentlichkeit jedoch weitestgehend keine Beachtung. Zur selben Zeit war Bond regelmäßig im Programm des Senders KWEM zu hören.
Nach den Misserfolgen bei Ekko wechselten Bond und seine Stompers 1956 zu Mercury Records. Dort schwenkten sie zum populären Rockabilly über, was sich als erfolgreich herausstellen sollte. Bei ihrer ersten Session nahmen Bond und seine Band Coverversionen von Sonny Fishers Rockin' Daddy und Ray Charles’ I Got a Woman auf, die sich gut verkauften. Auch die nächste Single, Slip Slip Slipin’ In / Flip Flop Mama wurde ein Erfolg. Bond tourte mit Stars wie Jerry Lee Lewis, Elvis Presley und Johnny Horton und absolvierte Auftritte im Louisiana Hayride, neben der Grand Ole Opry die bekannteste Radioshow Amerikas. Nachdem 1957 der Plattenvertrag bei Mercury ausgelaufen war, nahm Bond in den nächsten Jahren weiterhin zahlreiche Platten auf, unter anderem bei D Records, Memphis Records und seinem eigenen Label Stomper Time Records. Für Sun Records machte er auch einige nicht veröffentlichte Aufnahmen und spielte 1961 auf Suns Sublabel Phillips International ein Gospel-Album ein. Bonds Songs aus dieser Zeit waren meist Country, des Öfteren aber auch Gospel-Stücke oder auch Rockabilly-Songs. Zu dieser Zeit verzeichnete seine eigene Radioshow hohe Einschaltquoten, in der er auch selbst auftrat. 1973 erschien bei Tap Records eine neue Version von Rockin’ Daddy.
Er wurde wegen seiner Verdienste um die Rockabilly-Musik in die Rockabilly Hall of Fame aufgenommen. Seine Mercury-Songs aus den Jahren 1956 gelten heute als Klassiker des Rockabilly.
Eddie Bond starb am 20. März 2013 im Alter von 79 Jahren.

## Diskografie
| Jahr                    | Titel A | Titel B                                  | Label                   | #         |
| ----------------------- | --- | ---------------------------------------- | ----------------------- | --------- |
| 1955                    | Talking off the Wall | Double Duty Lovin’                       | Ekko                    | 1015      |
| 1955                    | Love Makes a Fool (Every Day) | Your Eyes                                | Ekko                    | 1016      |
| 1956                    | Rockin’ Daddy | I’ve Got a Woman                         | Mercury                 | 70826X45  |
| 1956                    | Slip, Slip, Slippin’-In | Flip, Flop Mama                          | Mercury                 | 70882X45  |
| 1956                    | Boppin’ Bonnie | Baby, Baby, Baby (What Am I Gonna Do)    | Mercury                 | 70941X45  |
| 1957                    | They Say We’re Too Young | You’re Part of Me                        | Mercury-Starday         | 71067×45  |
| 1957                    | Hershey Bar | Lovin’ You, Lovin’ You                   | Mercury-Starday         | 71153×45  |
| 1957                    | Love, Love, Love | Backslidin’                              | Mercury-Starday         | 71237×45  |
| 1958                    | The Blues Got Me | Standing In Your Window                  | D                       | 1016      |
| 1959                    | Can’t Win for Losing | When the Juke Box Plays                  | Stomper Time            | 1155      |
| 1959                    | Boo Bop Da Caa Caa | You’ll Never Be a Stranger to Me         | Stomper Time            | 1156      |
| 1959                    | It’s Been So Long Darling | Your Old Standby                         | Stomper Time            | 1162      |
| 1960                    | The Little Black Book | Is My Ring On Your Finger                | Coral                   | 9-62200   |
| 1960                    | Can’t Win for Losing | You’ll Never Be a Stranger to Me         | Wildcat                 | W0058     |
| 1960                    | I Walk Alone | Only One Minute More                     | Spa                     | 25-1001   |
| 1961                    | This Ole Heart of Mine | Second Chance                            | United Southern Artists | 5-106     |
| 1962                    | Tomorrow I Will Be Gone | (Let’s) Make the Parting Sweet           | Memphis                 | M-105     |
| 1962                    | As Long As I’ll Forgive | I Guess I’ve Got the Blues               | Pen                     | 114       |
| 1963                    | As Long As I’ll Forgive | I Guess I’ve Got the Blues               | Decca                   | 31469     |
| 1963                    | Every Part of Me | In From Stepping Out                     | Diplomat                | 660S-1502 |
| 1964                    | Big Boss Man | Empire                                   | Tagg                    | 6408      |
| 1964                    | Monkey and the Baboon | Short Honeymoon                          | Diplomat                | 645D-8566 |
| 1964                    | I Can’t Fight This Much Longer | Now and Then                             | Goldwax                 | 107       |
| 1965                    | I Just Found Out | Back to Vietnam                          | Millionaire             | MC-108    |
| 1965                    | Raunchy | Cold Dark Waters                         | Memphis                 | M-114     |
| 1965                    | Here Comes the Train | Someday I’ll Sober Up                    | Memphis                 | M-115     |
| 1965                    | Here Comes the Train | Someday I Will Sober Up                  | K-Ark                   | 643       |
| 1966                    | The Little Black Book | Is My Ring on Your Finger                | Millionaire             | 698B-9721 |
| 1966                    | Let the Good Times Roll | You Don’t Miss Your Water                | Villa                   |           |
| 1968                    | Running Drunk | We Live in Separate Ways                 | XL                      | 360       |
| 1969                    | Second Chance | Buford Pusser Goes Hunting with a Switch | Tab                     | 670       |
| 1973                    | Rocking Daddy | That Glass                               | Tab                     | 677       |
| 1979                    | Blue Suede Shoes / One Way Ticket | Rock It                                  | 104                     |           |
| Unveröffentlichte Titel | |                                          |                         |           |
| 1957                    | - Show Me (Version 1) - Show Me (Version 2) - Show Me (Version 3) | Sun                                      |                         |           |
| 1958                    | - Broke My Guitar - This Old Heart of Mine (alt. Version 1) - This Old Heart of Mine (alt. Version 2)                                                                                         | Sun                                      |                         |           |
| 1962                    | - Back Street Affair - Big Boss Man (alt. Version) - Double Duty Lovin’ (alt. Version) - My Bucket’s Got a Hole In It - Rockin’ Daddy (alt. Version) - Standing In Your Window (alt. Version) | Phillips Int.                            |                         |           |
|                         | - Doody Do Right - King On Your Throne - Patchako Hop - Raunchy (alt. Version) - Someday I’ll Sober Up (alt. Version) - When the Juke Box Plays (alt. Version) - You Nearly Lose Your Mind    |                                          |                         |           |